# Контрабанда (фільм, 1974)
«Контрабанда» (рос. Контрабанда) — радянський художній фільм 1974 року режисера Станіслава Говорухіна.

## Сюжет
На радянському пасажирському теплоході митники знайшли саквояж, а в ньому платинові пластинки, що застосовуються як контакти в приладах високої точності. Кожна з них була захована в окрему цукерку. Як виявилось, на заводі високоточних приладів, де виготовлялися ці деталі, убита жінка...

## У ролях
- Володимир Павлов
- Раїса Рязанова
- Григорій Гай
- Юрій Пузирьов
- Всеволод Абдулов
- Ігор Класс
- Юрій Орлов
- Баадур Цуладзе
- Микола Мерзлікін
- Владлен Паулус
- Рафаель Котанджян
- Борис Ципурія
- Валентина Шарикіна

## Творча група
- Сценарій і постановка: Станіслав Говорухін
- Оператор-постановник: Геннадій Карюк, Юрій Клименко
- Композитор: Андрій Геворгян, Євген Геворгян
- Звукооператор: Едуард Гончаренко